# 烏克蘭悲歌
《烏克蘭悲歌》（英語：Bitter Harvest）是一部由烏克蘭裔加拿大導演喬治·門德路克執導的2017年劇情片，背景設置於1930年代初的蘇維埃烏克蘭，當時正値史達林推行農業集體化而造成烏克蘭大饑荒，以至數百萬烏克蘭人死於這一事件。此片的劇本由理查·巴秦斯基·霍華（Richard Bachynsky Hoover）編寫，而最終拍攝階段的劇本是由巴秦斯基和導演喬治共同完成。電影由伊安·伊納多維奇（Ian Ihnatowycz）製片，理查·巴秦斯基·霍華擔任執行製作人。英國演員麥斯·艾恩斯和薩曼莎·巴克斯出演主角。

## 演員表
- 麥斯·艾恩斯 飾 尤里
- 薩曼莎·巴克斯 飾 娜塔卡
- 巴里·佩珀 飾 雅羅斯拉夫
- 塔麥·哈桑（英语：Tamer Hassan） 飾 塞爾吉
- 泰倫斯·史坦普（英语：Terence Stamp） 飾 依萬
- 阿奈林·巴納德 飾 米柯拉
- 湯姆·奧斯滕 飾 塔納斯
- 理查·布瑞克（英语：Richard Brake） 飾 麥德維
- 蓋瑞·奧利佛（英语：Gary Oliver (actor)） 飾 約瑟夫·史達林

## 製作
此片的編劇理查·巴秦斯基·霍華也是烏克蘭裔加拿大人，他於1999年遊歷烏克蘭時萌生了拍攝這樣一部電影的想法，他之後一直圍繞這個題材進行研究。他於2004年烏克蘭爆發橘色革命期間造訪基輔，在那裡了解到烏克蘭大饑荒還從未被改編成電影。2008年，巴秦斯基開始向烏克蘭政府以及烏克蘭寡頭政治首領為電影尋求拍攝資金，但無人對此感興趣。2011年，巴秦斯基接觸到一位同是烏克蘭裔加拿大人的投資者伊安·伊納多維奇，後者為影片開出2100萬美元的拍攝資金。
這部電影最初命名為「惡魔的豐收」（The Devil's Harvest），在烏克蘭取景攝製。製片人伊安·伊納多維奇希望能藉此片撥開籠罩在這段歷史上的迷霧，他說：「鑑於大饑荒的重要性，但在烏克蘭以外很少有人知道這場並非天災，而是人禍引起的饑荒，因為很多史實都被克里姆林宮政權所掩蓋。這段歷史應以英文首次搬上大銀幕。」
影片攝製於2013年11月15日在烏克蘭開機，美國雜誌《綜藝》於2014年2月5日報導說電影已在基輔拍攝完畢。數名當地的工作人員還參加了烏克蘭親歐盟示威運動。

## 外部連結
- 官方网站 （英文）
- 互联网电影数据库（IMDb）上《烏克蘭悲歌》的资料（英文）
- 爛番茄上《烏克蘭悲歌》的資料（英文）
- Metacritic上《烏克蘭悲歌》的資料（英文）
- Box Office Mojo上《烏克蘭悲歌》的資料（英文）